# 二風谷遺跡
二風谷遺跡（にぶたにいせき）は、北海道沙流郡平取町二風谷にある15世紀から17世紀にかけてのアイヌ文化の遺跡。

## 概要
沙流川河口より20kmぐらいのところにある。北側にポロモイチャシ跡があり、南側にユオイチャシ跡がある。二風谷ダムの管理事務所周辺にある。
建物跡が11軒みつかり、その中で炉が確認されたのが6軒ある。道跡や送り場跡もある。建物が20軒以上あったとみられるとする文献もある。
樽前山火山灰b層の分析より、1667年以前のアイヌの生活跡と推定される。
瀬川拓郎は、中世から近世にかけての「アイヌ文化」を、北海道考古学史上最も重要な遺跡の1つであるこの二風谷遺跡にちなんで「ニブタニ文化」と呼ぶことを提案している。